# Chrístos Níkou
Pour les articles homonymes, voir Nikou et Níkou.
Chrístos Níkou (en grec moderne : Χρήστος Νίκου), né en 1984 à Athènes (Grèce), est un réalisateur, scénariste et producteur grec.

## Biographie
Autodidacte, Christos Nikou fait ses premiers pas dans le monde du cinéma en tant qu'assistant réalisateur de Yórgos Lánthimos sur le tournage du film Canine (Kynodonta, 2009).
Son premier long métrage, Apples (2020), est le film d'ouverture de la section Orizzonti au 77e Festival du film de Venise et est sélectionné comme candidat grec à l'Oscar 2021 du meilleur film étranger,. Cate Blanchett en est la productrice exécutive.
Il réalise son premier film en anglais en 2023 avec Fingernails (it), un film de science-fiction romantique pour Apple TV+ avec Jessie Buckley et Riz Ahmed dans les rôles principaux.
Lors du Festival international du film de Saint-Sébastien 2024, il est membre du jury des longs-métrages.

## Filmographie partielle

### Au cinéma

#### Scénario et réalisation
- 2008 :  Metaxourgeio  (court métrage ; uniquement réalisation)
- 2012 : Km  (court métrage)
- 2020 : Apples (Mīla)
- 2023 : Fingernails (it)

## Récompenses et distinctions
En date du 10 septembre 2024, Christos Nikou a obtenu 15 victoires et 35 nominations aux Festival international du film de Chicago, Denver International Film Festival (en), Prix du cinéma européen, Festival du film de Gand, Granada International Festival of Young Filmmakers, Festival international du film de Hong Kong, Ljubljana International Film Festival, Festival du film de Londres, Festival international du film de Miami, Palm Springs International ShortFest, Festival du film de Philadelphie, Festival international du film de Saint-Sébastien, Slovene Film Festival, Festival international du film de Stockholm, Festival international du film de São Paulo, Festival international du film de Thessalonique, à la Mostra de Venise, aux Festival du film de Motovun, Avanca Film Festival, Festival international du film de Sofia, Festival international du film de Transylvanie, Festival international du cinéma indien, Festival du film de Zurich, Festival international du film de Dublin, Festival du film Nuits noires de Tallinn, Baghdad International Film Festival, Les Arcs European Film Festival, Prix du cinéma hellénique, Fünf Seen Filmfestival, Seville European Film Festival, Festival du film d'Adélaïde, Los Angeles Greek Film Festival (LAGFF), Festival du film de Glasgow, Crossing Europe, CineFest - Miskolc International Film Festival et Festival international du film de Saint-Jean-de-Luz.